# هيكتور بيدوليو
هيكتور بابلو بيدوليو (بالإسبانية: Héctor Pablo Bidoglio) (ولد في 5 فبراير 1968 في روزاريو) هو لاعب كرة قدم أرجنتيني فنزويلي الذي شارك في 17 مباراة دولية لمنتخب فنزويلا بين عامي 1999 و2000. يعمل حاليًا كمنسق شبابي في نيولز أولد بويز.